# Mr. Pim Passes By
Mr. Pim Passes By é um filme de comédia mudo produzido no Reino Unido e lançado em 1921.